# Tiridat I. Partski
Tiridat I. Partski  (? - 211. pr. Kr.) je bio vladarom Partskog Carstva.  Bio je iz dinastije Arsakida.
Prema Flaviju Arijanu Ksenofontu Tiridat I. bio je bratom kralja Arsaka I. koji je osnovao partsku državu. Arijan je dalje zapisao da je Tiridat 246. pr. Kr. naslijedio Arsaka I.
238. pr. Kr. porazio ga je seleukidski kralj Seleuk II. te je pokorio Parte a Tiridata natjerao u izgnanstvo. 
Kad se je Antioh Hijeraks pobunio protiv novih gospodara, Tiridat I. je to iskoristio da bi se vratio iz izgona. Povratak je bio trijumfalan: pobijedio je seleukovićevske osvajače te je ponovo utemeljio Partsko Carstvo. Nakon toga je preuzeo bratovo ime te je vladao sve dok nije umro 211. pr. Kr.
Jedini povijesni izvor o Tiridatu su navodi povjesničara Arijana. Većina suvremenih povjesničara drži da njegovi navodi nisu pouzdani te smatraju da je zapravo Arsak vladao sve do 211. pr. Kr.
Važno je napomenuti da postoje izvori koji Tiridata II. zovu Tiridatom I.; to su izvori koji izostavljaju sve prijašnje Tiridate.